# Majestätsbeleidigung

Staaten mit Gesetzen gegen „Majestätsbeleidigung“ oder vergleichbarer Gesetze außerhalb von Monarchien (Stand September 2022)

Majestätsbeleidigung (lateinisch crimen laesae maiestatis) ist in einer Monarchie die vorsätzliche Beleidigung oder Tätlichkeit, die gegen einen regierenden Monarchen verübt wird. Sie ist ein Verstoß gegen die in konstitutionellen Monarchien verfassungsmäßig festgeschriebene „Unverletzlichkeit“ des Inhabers der staatlichen Souveränität.
Im weiteren Sinn kann darunter modern auch die Beleidigung eines Staatsoberhaupts begriffen werden. Wenn etwa in Deutschland die Verunglimpfung des Bundespräsidenten nach § 90 StGB strafbar ist, so ist das Vorbild in der mittelalterlichen und frühneuzeitlichen Majestätsbeleidigung zu suchen.

## Geschichte

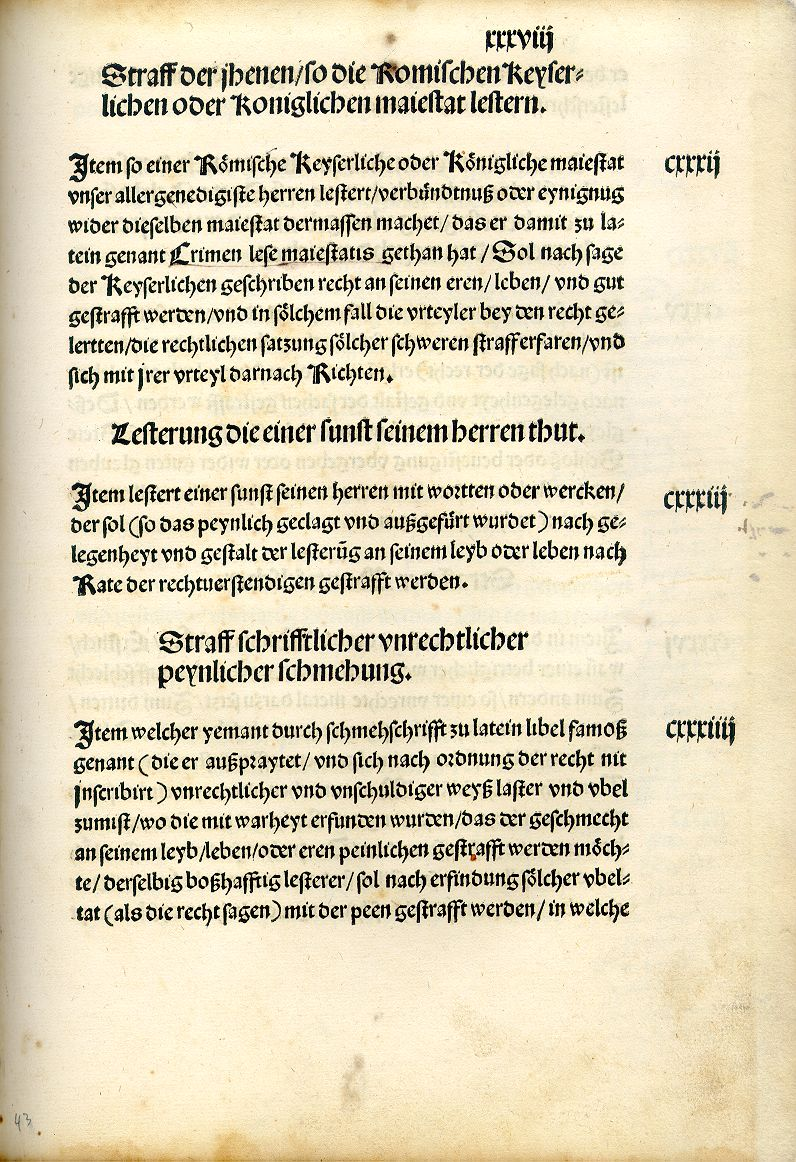
Blatt 43^{r} aus der Bambergensis von 1507 mit Artikel 132

Wie die Antike, so stellt auch das Mittelalter die Majestätsbeleidigung unter Strafe, die sie als crimen laesae maiestatis bezeichnet. 1199 wurde das Verbrechen der Häresie durch Papst Innozenz III. im Edikt Vergentis in senium dem Verbrechen der Majestätsbeleidigung gleichgesetzt, wodurch der Begriff Majestätsbeleidigung als Beleidigung Gottes auch im Kirchenrecht Fuß fasste. In der später verfassten Bambergensis von 1507 wird der Straftatbestand der Majestätsbeleidigung (weltliches Recht) in Artikel 132 behandelt:
Straff derjhenen / so die Romischen Keyserlichen oder koniglichen maiestat lestern.
(cxxxij) Item so einer Römische Keyserliche oder Königliche maiestat vnser allergenedigiste herren lestert / verbuendtnuß oder eynignug wider dieselben maiestat dermassen machet / das er damit zu latein genant Crimen lese maiestatis gethan hat / Sol nach sage der Keyserlichen geschriben recht an seinen eren / leben / vnd gut gestrafft werden / vnd in sölchem fall die vrteyler bey den recht gelertten / die rechtlichen satzung sölcher schweren straff erfaren / vnd sich mit jrer vrteyl darnach Richten.
Im Zeitalter des Absolutismus, als der von Gottes Gnaden herrschende Monarch das Symbol des Staates selbst war, war die Majestätsbeleidigung, die dann der Aberkennung der vom Gesetz und Gott gegebenen Ordnung gleichstand, ein Staatsverbrechen, das dem heutigen Hochverrat entsprach und häufig mit der Todesstrafe geahndet wurde.

## Gegenwart
In Monarchien bestehen besondere Straftatbestände wegen der Beleidigung des Monarchen. Allerdings sind die entsprechenden Strafmaße sehr unterschiedlich. In den Niederlanden z. B. wird nur noch in sehr gravierenden Fällen ein Strafverfahren eröffnet, und die Strafe ist im Allgemeinen nur eine Geldbuße. In Thailand dagegen sind Strafen von bis zu 15 Jahren möglich (Majestätsbeleidigung in Thailand).

## Majestätsbeleidigung und Zensur
Eine Majestätsbeleidigung kann auch durch beleidigende oder herabsetzende Schriften, Abbildungen oder allegorische Anspielungen, z. B. in Romanen, Opern und Theaterstücken erfolgen. In der Geschichte war daher die Verfolgung von Majestätsbeleidigungen oft die Begründung für die Notwendigkeit einer Zensur.
Nach Abschaffung der Zensur konnte laut § 95 des Strafgesetzbuchs für das Deutsche Reich eine Beleidigung des Landesherrn mit Gefängnis nicht unter zwei Monaten oder mit Festungshaft von zwei Monaten bis zu fünf Jahren bestraft werden. Frank Wedekind, ein festungshaft-erfahrener Majestätsbeleidiger, spottete in seinem Gedicht Der Zoologe von Berlin über die Schwierigkeit, sich der Majestätsbeleidigung nicht schuldig zu machen.

## Entsprechende Straftatbestände in Republiken
In Republiken ist an die Stelle der Majestätsbeleidigung die Beleidigung des jeweiligen Staatsoberhauptes getreten, die meist eine qualifizierte Form der herkömmlichen Beleidigung darstellt.

### Deutschland
In Deutschland ist die Verunglimpfung des Bundespräsidenten nach § 90 StGB strafbar. Damit dieses Delikt verfolgt werden kann, muss der Bundespräsident die Strafverfolgungsbehörden zur Verfolgung ermächtigen.
Die Beleidigung ausländischer Staatsoberhäupter oder diplomatischer Vertreter (Beleidigung von Organen und Vertretern ausländischer Staaten) war bis zum 31. Dezember 2017 durch § 103 („Schah-Paragraf“) in Verbindung mit § 104a StGB unter der Voraussetzung strafbar, dass die Bundesrepublik Deutschland diplomatische Beziehungen zu dem betroffenen Staat unterhielt, die Rechtsvorschrift dort auf Gegenseitigkeit traf, die ausländische Regierung bei der Bundesregierung Strafverfolgungsantrag gestellt und die Bundesregierung die Ermächtigung zur Strafverfolgung erteilt hatte.
In ihrem Entwurf vom 20. Februar 2017 eines Gesetzes „zur Reform der Strafverfahren gegen ausländische Staaten“, das am 17. Juli 2017 erlassen wurde (BGBl. I S. 2439), bezeichnete die Bundesregierung die normalen Strafvorschriften für Beleidigung als „ausreichend für den Ehrenschutz von Organen und Vertretern ausländischer Staaten“. Insbesondere bedürfe es keines erhöhten Strafrahmens. Auch das Völkerrecht verpflichte nicht zu Sonderstrafnormen zugunsten Repräsentanten ausländischer Staaten. Am 1. Juni 2017 beschloss der Deutsche Bundestag einstimmig die Abschaffung des § 103. Diese Änderung des StGB trat am 1. Januar 2018 in Kraft. Die Abschaffung dieses Straftatbestandes war eine Folge der Böhmermann-Affäre.

### Österreich
In Österreich wird die Beleidigung des Bundespräsidenten und einiger verfassungsmäßiger Organe als Offizialdelikt gemäß § 115 StGB (Beleidigung) in Verbindung mit § 117 StGB, (Berechtigung zur Anklage) geahndet.
Während die herkömmliche Beleidigung nur mittels Privatanklage durch den in seiner Ehre Verletzten zu verfolgen ist, erfolgt die Ahndung der Beleidigung des Bundespräsidenten von Amts wegen. Der Bundespräsident hat jedoch die Ermächtigung zur Verfolgung zu erteilen. Die Strafdrohung liegt bei maximal drei Monaten Freiheitsstrafe.

### Schweiz
Die Schweiz kennt lediglich die Beleidigung eines ausländischen Staatsoberhauptes oder Diplomaten (Art. 296/Art. 297 StGB) als besonderes Delikt. Verfolgt werden hierüber jedoch ausschließlich Beleidigungen, die auf einen fremden Staat oder eine zwischenstaatliche Organisation abzielen.
Personen selbst genießen, ungeachtet ihres Status, Titels oder ihrer Position, keinen über die regulären Strafnormen der Ehrverletzung (Art. 173/Art. 174/Art. 177) hinausgehenden strafrechtlichen Schutz.

### Türkei
Die Beleidigung (hakaret) des Präsidenten der Republik Türkei stellt eine Straftat dar. Artikel 299 des Strafgesetzbuches definiert den Straftatbestand wie folgt:

„(1) Wer den Präsidenten der Republik beleidigt, wird mit einem Jahr bis zu vier Jahren Gefängnis bestraft.

(2) Wird die Tat öffentlich begangen, so wird die Strafe um ein Sechstel erhöht.

(3) Die Verfolgung dieser Straftat hängt von einer Ermächtigung des Justizministers ab.“

## Ähnliche Delikte
- Blasphemie (Gotteslästerung)
- Beamtenbeleidigung
- Gegen Personen des politischen Lebens gerichtete Beleidigung, üble Nachrede und Verleumdung